# Leskea integra
Leskea integra là một loài Rêu trong họ Leskeaceae. Loài này được P. Beauv. mô tả khoa học đầu tiên năm 1818.